# Mégange
Mégange é uma comuna francesa na região administrativa de Grande Leste, no departamento de Mosela. Estende-se por uma área de 4,96 km². Em 2010 a comuna tinha 158 habitantes (densidade: 31,9 hab./km²).